# Urs Peter Janetz

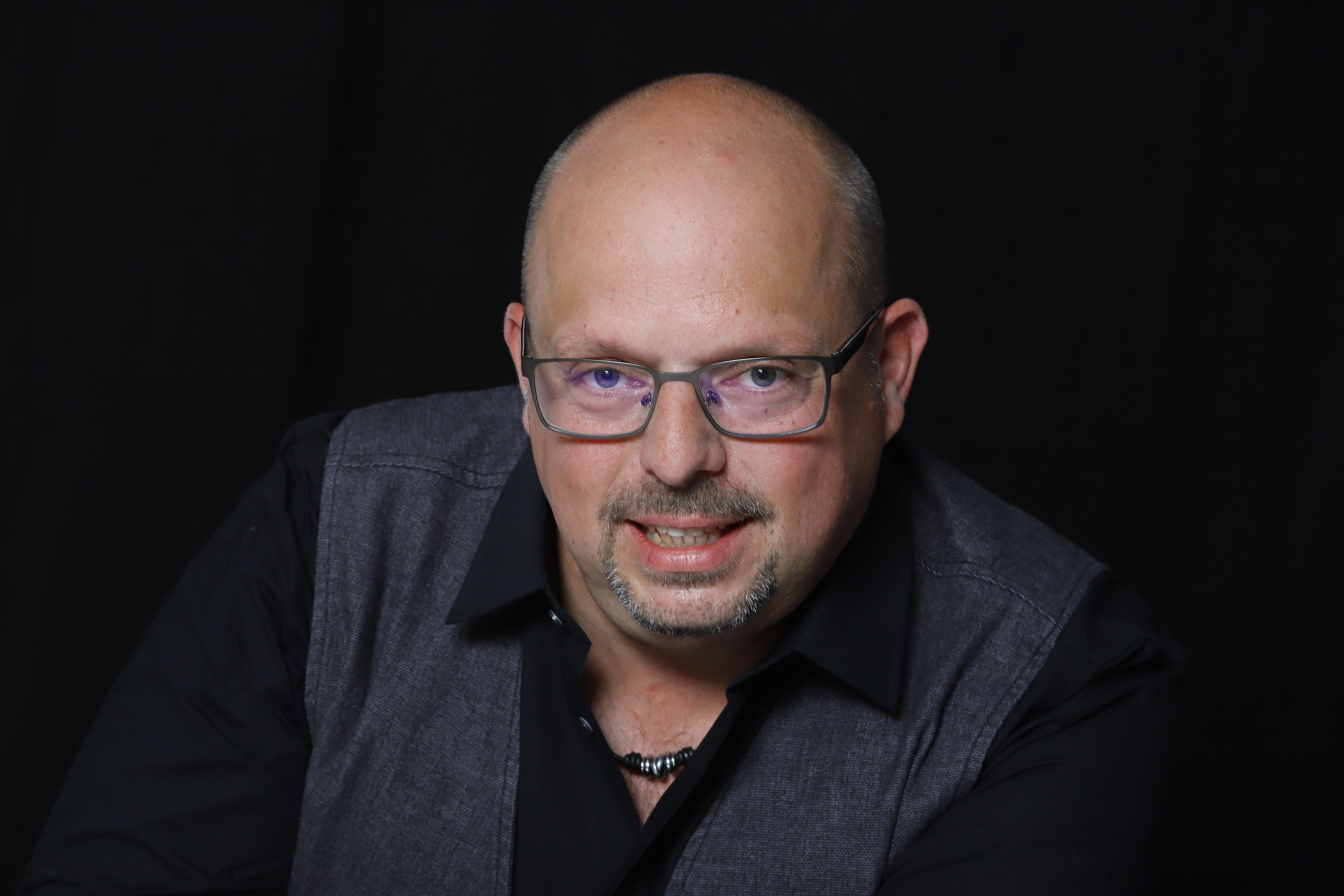
Urs Peter Janetz in 2019

Urs Peter Janetz (* 8. Juli 1969 in München) ist ein deutscher Rechtsanwalt, Autor und Comedian.

## Leben
Janetz ist Fachanwalt für Arbeitsrecht und als Referent für Schulungen von vornehmlich Betriebsräten und Schwerbehindertenvertretungen für das ifb – Institut zur Fortbildung von Betriebsräten tätig.
Im Wintersemester 2017/2018 hatte er einen Lehrauftrag für besonderes Wirtschaftsrecht an der IUBH Internationale Hochschule in München. Seit 2022 ist er Lehrbeauftragter an der SRH Fernhochschule - The Mobile University.
Als Autor veröffentlichte er Fachbücher und Beiträge in Fachzeitschriften sowie unter dem Pseudonym „Max Cooper“ Romane, Kurzgeschichten und Beiträge in Anthologien. 
Seit 2019 gehört er zum Ensemble des Comedy-Programms „Männerschnupfen“.

## Veröffentlichungen

### Fachliteratur
- Chefsache Arbeitsrecht I. Individualarbeitsrecht – leicht erklärt. Springer Gabler, Wiesbaden 2018, ISBN 978-3-658-22699-2.
- SBV Schwerbehindertenvertretung. Eine Einführung für Vertrauenspersonen und Stellvertreter. Walhalla, Regensburg 2020, ISBN 978-3-8029-1543-7.
- SBV Schwerbehindertenvertretung. Eine Einführung für Vertrauenspersonen und Stellvertreter. 2. Auflage. Walhalla, Regensburg 2022, ISBN 978-3-8029-1532-1
- Der Betriebsrat – Eine Einführung. Leitfaden für die Betriebsratsarbeit. Deichmann+Fuchs, Regensburg 2022, ISBN 978-3-86198-605-8.
- W wie Wertschätzung in Peter Buchenau (Hrsg.): Klopapier ist aus. 30 Gedanken an eine sich verändernde Welt. The Right Way GmbH, 2023. ISBN 9798397523387
- W wie Wertschätzung - Ein unwissenschaftlicher und sehr subjektiver Blick auf ein Alltagswort. in Peter Buchenau (Hrsg.) Chefsache Wissen - Management-Know-how von A bis Z. Springer Fachmedien Wiesbaden GmbH 2023. ISBN 978-3-658-41706-2
- Mitarbeiter(vertreter) im Unternehmen – notwendiges Übel oder kaum genutztes Kapital? in Peter Buchenau, Clarissa-Diana de Grancy  (Hrsg.): Chefsache Beirat, Springer Fachmedien Wiesbaden GmbH 2025, ISBN 978-3-658-45641-2

Janetz veröffentlichte auch eine Reihe von Kommentaren zu Urteilen des BGH und verschiedener Oberlandesgerichte in der Zeitschrift „SVR Straßenverkehrsrecht – Zeitschrift für die Praxis des Verkehrsjuristen“.

### Belletristik
- mit Peter Buchenau, Ina Lackerbauer, Marina Tinz: Männerschnupfen. Warum Männer immer mehr leiden als Frauen, wenn sie krank sind. 2. Aufl. Springer, Wiesbaden 2020. ISBN 978-3-658-28637-8
- als Max Cooper: Sühnegeld. Rachefieber in Garmisch. HaWeWe, 2020. ISBN 978-3-94781587-6
- als Max Cooper: Geschichten paradoxer Welten. Kurzgeschichtensammlung. Books on Demand, Norderstedt 2020. ISBN 978-3-7526-7141-4
- als Max Cooper: Rumpelstilzchen Reloaded. In: Peter Buchenau (Hrsg.): Märchen für Macher. Was wir aus Märchen für den Alltag lernen können. Midas Verlag, 2020. ISBN 978-3-03876532-5.
- als Max Cooper: Rattenfänger Switched. In:  Peter Buchenau (Hrsg.): Aschenputtel (ver)trägt Business. Das Mutmacherbuch, um Chancen zu ergreifen. The Right Way GmbH, 2022. ISBN 979-8842377299
- als Max Cooper: Die Thanatos Intrige. Imprint 2024, ISBN 979-8334635661 (Taschenbuch), ISBN 979-8335787031 (Hardcover)

## Trivia
Max Coopers jüngster Roman "Die Thanatos Intrige" sollte ursprünglich - wie schon "Geschichten paradoxer Welten" - bei BOD veröffentlicht werden. Die Veröffentlichung wurde jedoch "wegen seines Inhalts" abgelehnt.